# Musa Gareev
Musa Gaisinovici Gareev (în rusă Муса Гайсинович Гареев, în bașchiră Муса Ғайса улы Гәрәев, Musa Ğaysa ulı Gäräyev; n. 9 iunie 1922, Ilyakshide⁠(d), Belebey Uyezd⁠(d), RSFS Rusă, URSS – d. 17 septembrie 1987, Ufa, RSFS Rusă, URSS) a fost comandant de escadrilă în Regimentul 76 Aviație de Atac al Forțelor Aeriene Sovietice în timpul celui de-al Doilea Război Mondial. El a fost, de asemenea, singurul bașchir căruia i s-a conferit de două ori titlul de Erou al Uniunii Sovietice.

## Biografie

### Educație
Gareev s-a născut la 9 iunie 1922 într-o familie bașchiră din satul Iliakșidi. Familia lui s-a s-au mutat în satul Tașcișma, iar în 1937 a absolvit clasa a VII-a la o școală din Bișkuraevo. În 1940 a urmat o școală tehnică și a fost instruit la un aeroclubul local OSOAVIAKhIM; după finalizarea instruirii la aeroclub a fost încorporat în decembrie 1940 în Armata Sovietică.

### Al Doilea Război Mondial
După finalizarea instruirii ulterioare la Școala de Aviație Militară Engels în iunie 1942, Gareev a fost repartizat la Regimentul 10 Aviație de Rezervă. Trei luni mai târziu, în septembrie, a fost încadrat în Regimentul 944 Aviație de Atac și trimis pe front. A făcut parte din acel regiment până în decembrie 1942, când a fost transferat în Regimentul 505 Aviație de Atac. După doar câteva săptămâni, în ianuarie 1943, a fost repartizat din nou într-un alt regiment, Regimentul 504 Aviație de Atac. În martie 1943 această unitate a fost redenumită Regimentul 74 Aviație de Atac, dar a părăsit unitatea în aprilie pentru a fi încadrat în Regimentul 76 Aviație de Atac, unde a servit pentru tot restul războiului. Inițial comandant de zbor, a urcat treptat în lanțul de comandă și, până la sfârșitul războiului, a ajuns comandant de escadrilă cu grad de maior, efectuând aproximativ 250 de misiuni la manșa unui avion Il-2. Odată cu încheierea a 164 de misiuni de zbor a fost distins cu prima sa stea de aur în februarie 1945 și a fost distins cu doua stele de aur în aprilie 1945 pentru completarea a 207 misiuni de zbor în aprilie 1945.

### După război
În timp ce încă făcea parte din armată, Gareev a devenit deputat în Sovietul Suprem al URSS, deținând această funcție în perioada 1946-1958. În 1946, i s-a oferit comanda unui regiment de aviație cu sediul la Moscova, dar a fost eliberat din această poziție în 1948. În 1950 a fost înaintat la gradul de locotenent-colonel. După absolvirea Academiei Militare Frunze în 1951 a fost promovat la gradul de colonel în 1956. După absolvirea Academiei Militare de Stat Major a URSS în 1959 a fost numit în postul de comandant adjunct al Diviziei 2 Aviație Specială și în 1960 a devenit comandant adjunct al Brigăzii 10 Aviație, înainte de a fi trecut în rezervă în mai 1964. A îndeplinit funcția de președinte al organizației bașchire a DOSAAF (Societatea Voluntarilor pentru Cooperarea cu Armata, Aviația și Marina) din 1965 până în 1977.

## Decorații și onoruri
- două titluri de Erou al Uniunii Sovietice (23 februarie 1945 și 19 aprilie 1945)
- Ordinul Lenin (23 februarie 1945)
- trei Ordine Steagul Roșu (20 august 1943, 23 februarie 1944 și 2 noiembrie 1944)
- Ordinul Bogdan Hmelnițki (2 martie 1943)
- Ordinul Aleksandr Nevski (14 iulie 1944)
- două Ordine ale Marelui Război pentru Apărarea Patriei clasa I (2 aprilie 1945 și 11 martie 1985)
- Ordinul Drapelul Roșu al Muncii (31 august 1971)
- trei Ordine Steaua Roșie (24 iunie 1943, 22 februarie 1955 și 30 decembrie 1956)
- Medalia „Pentru Curaj” (30 aprilie 1943)
- medalii de campanie și comemorative[22]